# Quotshausen
Quotshausen (mundartlich Quotshause) ist ein Dorf im Hessischen Hinterland und als solches ein Ortsteil der Gemeinde Steffenberg im mittelhessischen Landkreis Marburg-Biedenkopf.

## Geschichte
Die älteste bekannte Erwähnung von Quotshausens findet sich in einer Urkunde aus dem Jahr 1381 unter dem Namen Kothusen.
Die Statistisch-topographisch-historische Beschreibung des Großherzogthums Hessen berichtet 1830 über Quotshausen:

„Quotshausen (L. Bez. Battenberg) evangel. Filialdorf, liegt an der Perf, 5 1⁄2 St. von Battenberg und gehört dem Freiherrn von Breidenstein. Der Ort hat 19 Häuser und 136 Einwohner, die evangelisch sind, sodann 2 Mahlmühlen, womit 1 Oelmühle verbunden ist. Quotshausen war wahrscheinlich ein altes Hessisches Lehen.“

Die Fachwerkkirche mit einem vierseitigen Schluss wurde im dritten Viertel des 17. Jahrhunderts gebaut.

### Gebietsreform
Am 1. Juli 1974 wurde die Gemeinde Quotshausen im Zuge der Gebietsreform in Hessen durch Landesgesetz mit den Gemeinden Steffenberg und Steinperf zur erweiterten Großgemeinde Steffenberg zusammengeschlossen, nachdem die Gemeindevertreter lange zu einem Zusammenschluss mit Breidenbach tendierten.

### Territorialgeschichte und Verwaltung im Überblick
Die folgende Liste zeigt im Überblick die Territorien, in denen Quotshausen lag, bzw. die Verwaltungseinheiten, denen es unterstand:
- vor 1567: Heiliges Römisches Reich, Landgrafschaft Hessen, Amt Blankenstein, Grund Breidenbach (Gericht Breidenbach, das seit ca. 1500 mit den Gerichten Wallau und Meisbach zusammengefasst war.)
- ab 1567: Heiliges Römisches Reich, Landgrafschaft Hessen-Marburg, Amt Blankenstein, Grund Breidenbach (ab 1577: Gericht Grund Breidenbach)[9]
- 1604–1648: strittig zwischen Hessen-Kassel und Hessen-Darmstadt (Hessenkrieg)
- ab 1604: Heiliges Römisches Reich, Landgrafschaft Hessen-Kassel, Amt Blankenstein, Grund Breidenbach
- ab 1627: Heiliges Römisches Reich, Landgrafschaft Hessen-Darmstadt, Oberfürstentum Hessen, Amt Blankenstein, Grund Breidenbach[10][11]
- ab 1806: Rheinbund, Großherzogtum Hessen, Oberfürstentum Hessen, Amt Blankenstein, Grund Breidenbach[12], Gericht Breitenbach[13]
- ab 1815: Deutscher Bund, Großherzogtum Hessen, Provinz Oberhessen, Amt Blankenstein, Grund Breidenbach
- ab 1821: Deutscher Bund, Großherzogtum Hessen, Provinz Oberhessen, Landratsbezirk Battenberg[Anm. 1]
- ab 1832: Deutscher Bund, Großherzogtum Hessen, Provinz Oberhessen, Kreis Biedenkopf
- ab 1848: Deutscher Bund, Großherzogtum Hessen, Regierungsbezirk Biedenkopf
- ab 1852: Deutscher Bund, Großherzogtum Hessen, Provinz Oberhessen, Kreis Biedenkopf
- ab 1867: Norddeutscher Bund, Königreich Preußen, Provinz Hessen-Nassau, Regierungsbezirk Wiesbaden, Kreis Biedenkopf (übergangsweise Hinterlandkreis)[11]
- ab 1871: Deutsches Reich, Königreich Preußen, Provinz Hessen-Nassau, Regierungsbezirk Wiesbaden, Kreis Biedenkopf
- ab 1918: Deutsches Reich (Weimarer Republik), Freistaat Preußen, Provinz Hessen-Nassau, Regierungsbezirk Wiesbaden, Kreis Biedenkopf
- ab 1932: Deutsches Reich, Freistaat Preußen, Provinz Hessen-Nassau, Regierungsbezirk Wiesbaden, Kreis Dillenburg
- ab 1933: Deutsches Reich, Freistaat Preußen, Provinz Hessen-Nassau, Regierungsbezirk Wiesbaden, Kreis Biedenkopf
- ab 1944: Deutsches Reich, Freistaat Preußen, Provinz Nassau, Landkreis Biedenkopf
- ab 1945: Amerikanische Besatzungszone, Groß-Hessen, Regierungsbezirk Wiesbaden, Landkreis Biedenkopf
- ab 1949: Bundesrepublik Deutschland, Land Hessen (seit 1946), Regierungsbezirk Wiesbaden, Landkreis Biedenkopf
- ab 1968: Bundesrepublik Deutschland, Land Hessen, Regierungsbezirk Darmstadt, Landkreis Biedenkopf
- ab 1974: Bundesrepublik Deutschland, Land Hessen, Regierungsbezirk Kassel, Landkreis Marburg-Biedenkopf
- am 1. April 1972 wurde Quotshausen als Ortsteil der neu gebildeten Gemeinde Steffenberg eingegliedert.
- ab 1981: Bundesrepublik Deutschland, Land Hessen, Regierungsbezirk Gießen, Landkreis Marburg-Biedenkopf

### Bevölkerung

#### Einwohnerentwicklung
Quelle: Historisches Ortslexikon
| • 1577: | 020 Hausgesesse                                                                      |
| • 1630: | 015 Hausgesesse (4 zweispännige, 8 einspännige Ackerleute, 3 Einläuftige mit Witwen) |
| • 1742: | 024 Haushaltungen                                                                    |
| • 1791: | 124 Einwohner                                                                        |
| • 1800: | 124 Einwohner                                                                        |
| • 1806: | 128 Einwohner, 20 Häuser                                                             |
| • 1829: | 136 Einwohner, 19 Häuser                                                             |

| Achenbach: Einwohnerzahlen von 1791 bis 2011 | Achenbach: Einwohnerzahlen von 1791 bis 2011 | Achenbach: Einwohnerzahlen von 1791 bis 2011 | Achenbach: Einwohnerzahlen von 1791 bis 2011 | Achenbach: Einwohnerzahlen von 1791 bis 2011 |
| --- | -------------------------------------------- | -------------------------------------------- | -------------------------------------------- | -------------------------------------------- |
| Jahr |                                              |                                              |                                              | Einwohner                                    |
| 1791 | 1791                                         |                                              | 124                                          | 124                                          |
| 1800 | 1800                                         |                                              | 124                                          | 124                                          |
| 1806 | 1806                                         |                                              | 128                                          | 128                                          |
| 1829 | 1829                                         |                                              | 136                                          | 136                                          |
| 1834 | 1834                                         |                                              | 178                                          | 178                                          |
| 1840 | 1840                                         |                                              | 171                                          | 171                                          |
| 1846 | 1846                                         |                                              | 164                                          | 164                                          |
| 1852 | 1852                                         |                                              | 162                                          | 162                                          |
| 1858 | 1858                                         |                                              | 184                                          | 184                                          |
| 1864 | 1864                                         |                                              | 171                                          | 171                                          |
| 1871 | 1871                                         |                                              | 166                                          | 166                                          |
| 1875 | 1875                                         |                                              | 187                                          | 187                                          |
| 1885 | 1885                                         |                                              | 180                                          | 180                                          |
| 1895 | 1895                                         |                                              | 205                                          | 205                                          |
| 1905 | 1905                                         |                                              | 216                                          | 216                                          |
| 1910 | 1910                                         |                                              | 212                                          | 212                                          |
| 1925 | 1925                                         |                                              | 253                                          | 253                                          |
| 1939 | 1939                                         |                                              | 264                                          | 264                                          |
| 1946 | 1946                                         |                                              | 380                                          | 380                                          |
| 1950 | 1950                                         |                                              | 365                                          | 365                                          |
| 1956 | 1956                                         |                                              | 345                                          | 345                                          |
| 1961 | 1961                                         |                                              | 328                                          | 328                                          |
| 1967 | 1967                                         |                                              | 306                                          | 306                                          |
| 1980 | 1980                                         |                                              | ?                                            | ?                                            |
| 1990 | 1990                                         |                                              | ?                                            | ?                                            |
| 2000 | 2000                                         |                                              | ?                                            | ?                                            |
| 2011 | 2011                                         |                                              | 501                                          | 501                                          |
| Datenquelle: Historisches Gemeindeverzeichnis für Hessen: Die Bevölkerung der Gemeinden 1834 bis 1967. Wiesbaden: Hessisches Statistisches Landesamt, 1968. Weitere Quellen: ; Zensus 2011 |                                              |                                              |                                              |                                              |

#### Religionszugehörigkeit
Quelle: Historisches Ortslexikon
| • 1829: | 136 evangelische (= 100 %) Einwohner                               |
| • 1885: | 192 evangelische (= 100 %) Einwohner                               |
| • 1961: | 391 evangelische (= 76,05 %), 99 katholische (= 19,76 %) Einwohner |

#### Erwerbstätigkeit
Quelle: Historisches Ortslexikon
| • 1867: | Erwerbspersonen: 86 Landwirtschaft, eine Gemeindeverwaltung.                                                                         |
| • 1961: | Erwerbspersonen: 71 Land- und Forstwirtschaft, 151 produzierendes Gewerbe, 16 Handel und Verkehr, 10 Dienstleistungen und Sonstiges. |

## Wappen
Am 23. März 1959 genehmigte der Hessische Minister des Innern das Wappen mit folgender Beschreibung:
| Wappen von Quotshausen | Blasonierung: „In Rot über einem silbernen Bach im Schildfuß drei silberne Mühlräder (2:1).“ |
| Wappen von Quotshausen | Wappenbegründung: Die ehemalige Gemeinde besaß keine alten Orts- oder Gerichtssiegel, die eine Weiterführung eines aus alter Zeit überlieferten Emblems ermöglicht hätte, so dass es erforderlich war, ein anderes für das Dorf charakteristisches Sinnbild zu wählen. Hierbei bot sich die Gegebenheit an, dass in der Gemeinde, die an der wasserreichen Perf liegt, seit alter Zeit mehrere Mühlen betrieben wurden, von denen die eine heute den größten gewerblichen Betrieb des Ortes darstellt, deren Erzeugnisse weithin bekannt sind. Die Gemeinde hat sich daher entschlossen, diesem für sie charakteristischen Gewerbezweig im Wappen Ausdruck zu verleihen und infolgedessen die Mühle durch Übernahme dreier Mühlräder in ihrem Wappen darzustellen. Die Gestaltung des Wappens lag in den Händen des Bad Nauheimer Heraldikers Heinz Ritt. |

## Infrastruktur
Quotshausen besitzt eine Dorfbücherei im Dorfgemeinschaftshaus, eine Sportanlage des Schützenvereins sowie einen ehemaligen Badeteich, der heute als Angelteich fungiert. Des Weiteren gibt es eine Fachwerkkapelle der evangelischen Kirchengemeinde und ein Gemeindehaus.

## Verkehr
Der Haltepunkt Quotshausen lag an der 1911 eröffneten Scheldetalbahn. Seit der Einstellung des Personenverkehrs im Mai 1987 wird der Bahnhof nicht mehr bedient, zuletzt hielten zwei Züge pro Tag und Richtung. Die Gleise wurden nach der Einstellung des Güterverkehrs 1991 zurückgebaut; der Bahnsteig ist heute bewachsen und nur noch erschwert zu erkennen. Der ehemalige Bahndamm wird nahe dem Ort als Hessischer Radfernweg R8 genutzt.
Der Ort ist durch folgende Regionalbuslinie über die Haltestelle Am Loh an das ÖPNV-Netz des RMV angebunden:
- 491: Dillenburg–Niedereisenhausen–Biedenkopf (und zurück)

## Regelmäßige Veranstaltungen
- Jährliche Gemeindewanderung in den Wald, weit abgelegen in der Gemarkung Breidenbach

## Persönlichkeiten
- Werner Link, deutscher Politikwissenschaftler, 1934 in Quotshausen geboren